# Calochortus vestae
Calochortus vestae là một loài thực vật có hoa trong họ Liliaceae. Loài này được (Purdy) Wallace miêu tả khoa học đầu tiên năm 1895.